# Suzana Oberburger
Suzana Oberburger, redovnica, * 1. pol. 16. stol. (?), † 1601, Mekinje.

## Življenje in delo
Suzana Oberburger, klarisinja s simpatijami za protestantizem, rojena neznanemu predstavniku plemiškega rodu Oberburgejev, ki so imeli več gradov in posestev ob Pivki na Notranjskem, a je priimek dobila po Gornjem gradu pri Ložu ali v Istri. Po materi je bila v sorodu z Gallenbergi, ki so bili odvetniki mekinjskega samostana pri Kamniku.
Leta 1583 je bila v samostanu klaris v Mekinjah pri Kamniku izvoljena za opatinjo. Seznanila se je s protestantizmom ter zbirala in prepisovala nemška in latinska lutrovska besedila. Katoliška cerkev jo je zato po opravljeni preiskavi 1593 s tega mesta odstavila, umakniti se je morala v ženski dominikanski samostan Adergas. V Mekinje se je vrnila 1595, zadnjič je omenjena leta 1600.